# نورمان أودينجا
نورمان أودينجا هو لاعب كرة قدم كندي في مركز الوسط، ولد في 11 فبراير 1963 في إدمونتون في كندا. شارك مع منتخب كندا لكرة القدم. أما مع النوادي، فقد لعب مع فانكوفر وايتكابس وفانكوفر وايتكابس.

## وصلات خارجية
- نورمان أودينجا على موقع الاتحاد الدولي (مؤرشف)  (الإنجليزية)
- نورمان أودينجا على موقع قاعدة بيانات كرة القدم.إي يو (الإنجليزية)
- نورمان أودينجا على موقع ناشيونال فوتبول تيمز (الإنجليزية)